# Матезиус, Иоанн
Иоанн  Матезиус (нем. Johannes Mathesius; 1504—1565) — немецкий лютеранский богослов и проповедник.

## Биография
Иоанн Матезиус родился 24 июня 1504 года в саксонском городе Рохлице.

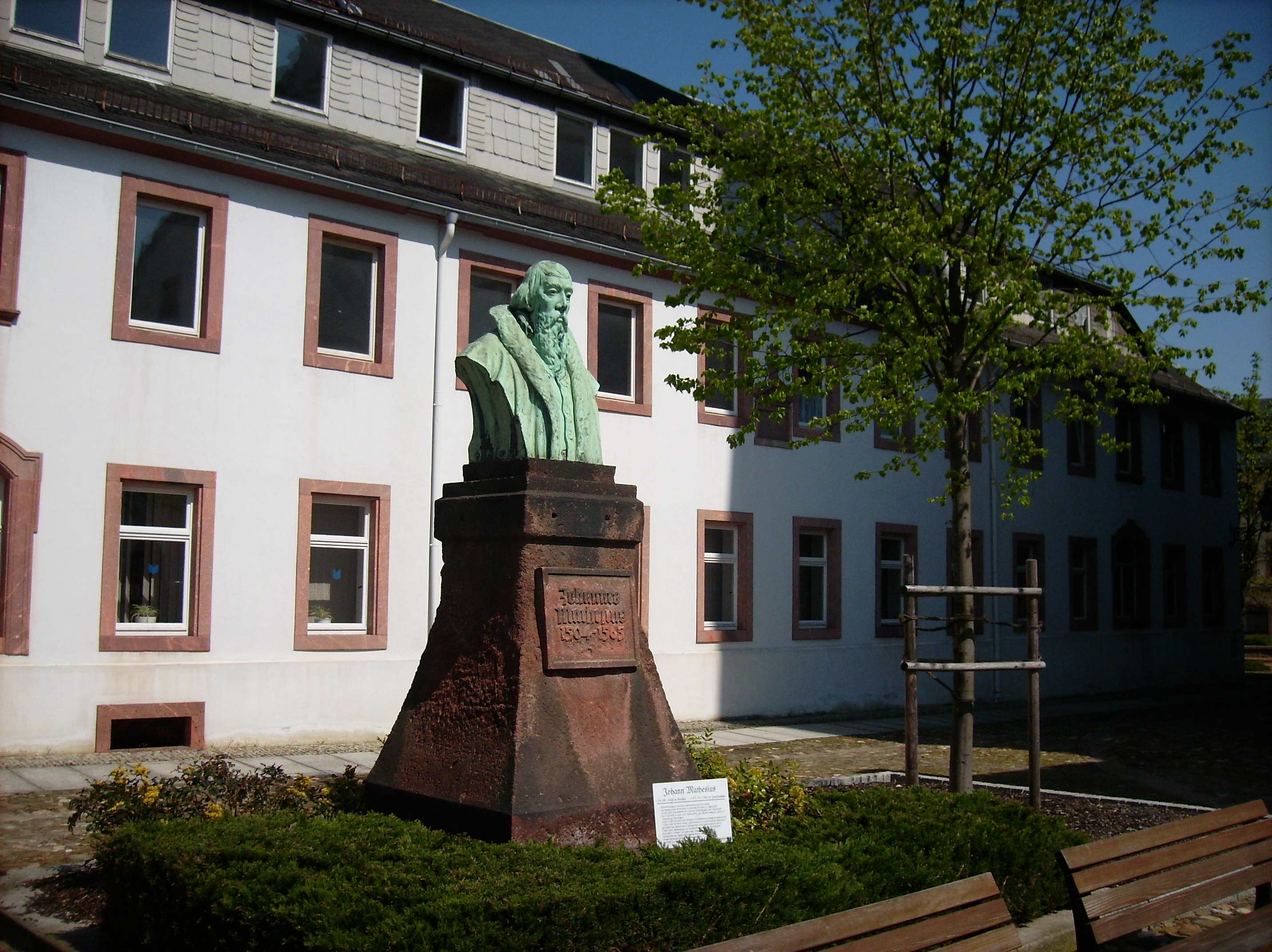
Бюст в Рохлице

В начале своей деятельности — сторонник анабаптистов (или перекрещенцев) — участников радикального религиозного движения эпохи Реформации, Матезиус в 1529 году прибыл в Виттенберг, где вскоре сделался одним из самых ревностных приверженцев Мартина Лютера и его учения. 
Матезиус наиболее известен своей большой биографией Лютера; она была написана им в форме проповедей (числом 17) и напечатана в городе Нюрнберге в 1566 году («Historien von des ehrwürdigen in Gott seligen theueren Mannes Gottes Doktoris M. Luthers Anfang, Lehr, Leben und Sterben»). Практически все последующие биографы Лютера пользовались этим трудом, в котором Матезиус воздерживался от всякой полемики с противниками Лютера. Немецкий профессор истории В. Мауренбрехер назвал труд И. Матезиуса «благочестивым панегириком Лютера». Это произведение неоднократно переиздавалось даже спустя века после смерти автора.
Иоанн Матезиус умер 7 октября 1565 года в городе Яхимове.